# Liste des présidents de la République française
Cet article dresse la liste des présidents de la République française de 1848 à 1852, de 1871 à 1940 et depuis 1947.

## Liste
La Première République ne figure pas dans cette liste car aucune de ses trois gouvernances successives ne prévoyait une présidence : la Convention nationale et le Directoire étaient des régimes entièrement parlementaires, le Consulat reposait sur un triumvirat. Le statut présidentiel n'arrivera qu'en 1848 lors de la rédaction de la constitution de la Deuxième République pendant le gouvernement provisoire, malgré de longs débats entre Félix Pyat et Alphonse de Lamartine à l'Assemblée sur la pertinence du rôle du président au sein d'une république.
Vingt-cinq personnes ont exercé la fonction de président de la République française depuis 1848. Parmi les vingt-quatre dont le ou les mandats se sont achevés avant 2018, quatorze sont décédées ou ont démissionné, en droit ou en fait, en cours de mandat. C'est le cas en particulier de dix des quatorze présidents de la Troisième République.

### Sous la Deuxième République
Dans les premiers mois de la République, de février à décembre 1848, soit jusqu'à l'élection présidentielle, les fonctions de chef de l'État sont exercées dans les faits, successivement, par :
- Jacques Charles Dupont de l'Eure, chef du gouvernement provisoire (du 24 février au 9 mai 1848) ;
- François Arago, président de la Commission exécutive (du 9 mai au 28 juin 1848) ;
- Louis Eugène Cavaignac, chef du gouvernement (du 28 juin au 20 décembre 1848).

L'élection présidentielle de 1848, organisée pour désigner le président de la Deuxième République française, s'est tenue les 10 et 11 décembre 1848.
| No | Portrait                | Nom                                  | Début du mandat  | Fin du mandat                              | Appartenance politique | Appartenance politique | Notes                                                             |
| -- | ----------------------- | ------------------------------------ | ---------------- | ------------------------------------------ | ---------------------- | ---------------------- | ----------------------------------------------------------------- |
| 1  | Louis-NapoléonBonaparte | Louis-Napoléon Bonaparte (1808-1873) | 20 décembre 1848 | 2 décembre 1852 3 ans, 11 mois et 12 jours |                        | Bonapartiste           | Article détaillé : Présidence de Louis-Napoléon Bonaparte . [ a ] |

### Sous la Troisième République
Le 4 septembre 1870, en pleine guerre franco-allemande, la République est proclamée, avec dans un premier temps à sa tête :
- Louis Jules Trochu, chef du gouvernement de la Défense nationale (du 4 septembre 1870 au 17 février 1871) ;
- Adolphe Thiers, chef du pouvoir exécutif (chef de l'État et du gouvernement, du 17 février au 31 août 1871).

| No                                                                                          | Portrait              | Nom                              | Début du mandat   | Fin du mandat                                                         | Appartenance politique | Appartenance politique             | Notes                                                         |
| ------------------------------------------------------------------------------------------- | --------------------- | -------------------------------- | ----------------- | --------------------------------------------------------------------- | ---------------------- | ---------------------------------- | ------------------------------------------------------------- |
| 2                                                                                           | Adolphe Thiers.       | Adolphe Thiers (1797-1877)       | 31 août 1871      | 24 mai 1873 1 an et 9 mois                                            |                        | Orléaniste                         | Article détaillé : Présidence d'Adolphe Thiers . [ b ]        |
| 3                                                                                           | Patrice de Mac Mahon. | Patrice de Mac Mahon (1808-1893) | 24 mai 1873       | 30 janvier 1879 5 ans et 8 mois                                       |                        | Légitimiste                        | Article détaillé : Présidence de Patrice de Mac Mahon . [ c ] |
| Conformément aux lois constitutionnelles, le gouvernement Dufaure V assure l'intérim.       |                       |                                  |                   |                                                                       |                        |                                    |                                                               |
| 4                                                                                           | Jules Grévy.          | Jules Grévy (1807-1891)          | 30 janvier 1879   | 30 janvier 1886 7 ans                                                 |                        | Républicain modéré                 | Article détaillé : Présidence de Jules Grévy . [ d ]          |
| 4                                                                                           | Jules Grévy.          | Jules Grévy (1807-1891)          | 30 janvier 1886   | 2 décembre 1887 1 an et 11 mois                                       | [ e ]                  | Républicain modéré                 |                                                               |
| Conformément aux lois constitutionnelles, le gouvernement Rouvier assure l'intérim.         |                       |                                  |                   |                                                                       |                        |                                    |                                                               |
| 5                                                                                           | Sadi Carnot.          | Sadi Carnot (1837-1894)          | 3 décembre 1887   | 25 juin 1894 6 ans et demi †                                          |                        | Républicain modéré                 | Article détaillé : Présidence de Sadi Carnot . [ f ]          |
| Conformément aux lois constitutionnelles, le gouvernement Dupuy II assure l'intérim.        |                       |                                  |                   |                                                                       |                        |                                    |                                                               |
| 6                                                                                           | Jean Casimir-Perier.  | Jean Casimir-Perier (1847-1907)  | 27 juin 1894      | 16 janvier 1895 5 mois et 19 jours                                    |                        | Républicain modéré                 | Article détaillé : Présidence de Jean Casimir-Perier . [ g ]  |
| Conformément aux lois constitutionnelles, le gouvernement Dupuy III assure l'intérim.       |                       |                                  |                   |                                                                       |                        |                                    |                                                               |
| 7                                                                                           | Félix Faure.          | Félix Faure (1841-1899)          | 17 janvier 1895   | 16 février 1899 4 ans et 1 mois †                                     |                        | Républicains modérés               | Article détaillé : Présidence de Félix Faure . [ h ]          |
| Conformément aux lois constitutionnelles, le gouvernement Dupuy IV assure l'intérim.        |                       |                                  |                   |                                                                       |                        |                                    |                                                               |
| 8                                                                                           | Émile Loubet.         | Émile Loubet (1838-1929)         | 18 février 1899   | 18 février 1906 7 ans                                                 |                        | Alliance républicaine démocratique | Article détaillé : Présidence d'Émile Loubet . [ i ]          |
| 9                                                                                           | Armand Fallières.     | Armand Fallières (1841-1931)     | 18 février 1906   | 18 février 1913 7 ans                                                 |                        | Alliance républicaine démocratique | Article détaillé : Présidence d'Armand Fallières . [ j ]      |
| 10                                                                                          | Raymond Poincaré.     | Raymond Poincaré (1860-1934)     | 18 février 1913   | 18 février 1920 7 ans                                                 |                        | Alliance républicaine démocratique | Article détaillé : Présidence de Raymond Poincaré . [ k ]     |
| 11                                                                                          | Paul Deschanel.       | Paul Deschanel (1855-1922)       | 18 février 1920   | 21 septembre 1920 7 mois et 3 jours                                   |                        | Alliance républicaine démocratique | Article détaillé : Présidence de Paul Deschanel . [ l ]       |
| Conformément aux lois constitutionnelles, le gouvernement Millerand II assure l'intérim.    |                       |                                  |                   |                                                                       |                        |                                    |                                                               |
| 12                                                                                          | Alexandre Millerand.  | Alexandre Millerand (1859-1943)  | 23 septembre 1920 | 11 juin 1924 3 ans, 2 mois et 15 jours                                |                        | Indépendant                        | Article détaillé : Présidence d'Alexandre Millerand . [ m ]   |
| Conformément aux lois constitutionnelles, le gouvernement François-Marsal assure l'intérim. |                       |                                  |                   |                                                                       |                        |                                    |                                                               |
| 13                                                                                          | Gaston Doumergue.     | Gaston Doumergue (1863-1937)     | 13 juin 1924      | 13 juin 1931 7 ans                                                    |                        | Parti radical                      | Article détaillé : Présidence de Gaston Doumergue . [ n ]     |
| 14                                                                                          | Paul Doumer.          | Paul Doumer (1857-1932)          | 13 juin 1931      | 7 mai 1932 10 mois et demi †                                          |                        | Indépendant                        | Article détaillé : Présidence de Paul Doumer . [ o ]          |
| Conformément aux lois constitutionnelles, le gouvernement Tardieu III assure l'intérim.     |                       |                                  |                   |                                                                       |                        |                                    |                                                               |
| 15                                                                                          | Albert Lebrun.        | Albert Lebrun (1871-1950)        | 10 mai 1932       | 10 mai 1939 7 ans                                                     |                        | Alliance démocratique              | Article détaillé : Présidence d'Albert Lebrun . [ p ]         |
| 15                                                                                          | Albert Lebrun.        | Albert Lebrun (1871-1950)        | 10 mai 1939       | 11 juillet 1940 1 an et 2 mois (de facto) 10 mai 1946 7 ans (de jure) | [ q ]                  | Alliance démocratique              |                                                               |

### Seconde Guerre mondiale
Après l'invasion du pays par l'armée allemande, le président Albert Lebrun nomme à la présidence du Conseil le maréchal Pétain. Bien que n'ayant pas démissionné de son mandat, Albert Lebrun n'exerce plus aucun pouvoir, et la fonction présidentielle est officiellement considérée comme ayant été vacante après le vote des pleins pouvoirs constituants à Pétain.
Après la libération de Paris, en août 1944, le général de Gaulle, chef de la France libre en exil depuis l'armistice de 1940, exerce à son tour les fonctions de chef de l'État, cumulées avec celles de chef du gouvernement, en tant que président du Gouvernement provisoire de la République française (GPRF). En désaccord avec le projet de Constitution que proposent les ministres communistes, il démissionne en 1946. Lui succèdent Félix Gouin et Georges Bidault.
Après la promulgation de la Constitution de la Quatrième République, le 27 octobre 1946, et jusqu'à ce que l'ensemble des organes de celle-ci soient mis en place, Vincent Auriol, président de l'Assemblée nationale, exerce les fonctions de chef de l'État. Le GPRF disparaît peu de temps après l'adoption de la Constitution de la Quatrième République.

### Sous la Quatrième République
| No | Portrait       | Nom                        | Début du mandat | Fin du mandat                             | Appartenance politique | Appartenance politique                                            | Notes                                                   |
| -- | -------------- | -------------------------- | --------------- | ----------------------------------------- | ---------------------- | ----------------------------------------------------------------- | ------------------------------------------------------- |
| 16 | Vincent Auriol | Vincent Auriol (1884-1966) | 16 janvier 1947 | 16 janvier 1954 7 ans                     |                        | Parti socialiste - Section française de l'Internationale ouvrière | Article détaillé : Présidence de Vincent Auriol . [ s ] |
| 17 |                | René Coty (1882-1962)      | 16 janvier 1954 | 8 janvier 1959 4 ans, 11 mois et 23 jours |                        | Centre national des indépendants et paysans                       | Article détaillé : Présidence de René Coty . [ t ]      |

### Sous la Cinquième République
| No                                                                                  | Portrait                  | Nom                                  | Période                                | Période                                                          | Appartenance politique                                               | Appartenance politique | Notes                                                                 |
| ----------------------------------------------------------------------------------- | ------------------------- | ------------------------------------ | -------------------------------------- | ---------------------------------------------------------------- | -------------------------------------------------------------------- | --- | --------------------------------------------------------------------- |
| 18                                                                                  | Charles de Gaulle.        | Charles de Gaulle (1890-1970)        | 8 janvier 1959                         | 8 janvier 1966 7 ans                                             |                                                                      | Soutenu par Union pour la nouvelle République (1959-1967) Union des démocrates pour la Cinquième République (1967-1969)                     | Article détaillé : Présidence de Charles de Gaulle . [ u ]            |
| 18                                                                                  | Charles de Gaulle.        | Charles de Gaulle (1890-1970)        | 8 janvier 1966                         | 28 avril 1969 3 ans, 3 mois et 20 jours                          | [ v ]                                                                | Soutenu par Union pour la nouvelle République (1959-1967) Union des démocrates pour la Cinquième République (1967-1969)                     |                                                                       |
| Conformément à la Constitution, le président du Sénat Alain Poher assure l'intérim. |                           |                                      |                                        |                                                                  |                                                                      | |                                                                       |
| 19                                                                                  | Georges Pompidou.         | Georges Pompidou (1911-1974)         | 20 juin 1969                           | 2 avril 1974 4 ans, 9 mois et 13 jours †                         |                                                                      | Union des démocrates pour la République | Article détaillé : Présidence de Georges Pompidou . [ w ]             |
| Conformément à la Constitution, le président du Sénat Alain Poher assure l'intérim. |                           |                                      |                                        |                                                                  |                                                                      | |                                                                       |
| 20                                                                                  | Valéry Giscard d'Estaing. | Valéry Giscard d'Estaing (1926-2020) | 27 mai 1974                            | 21 mai 1981 6 ans, 11 mois et 24 jours                           |                                                                      | Fédération nationale des républicains indépendants (1974-1977) Parti républicain (1977-1981) Union pour la démocratie française (1978-1981) | Article détaillé : Présidence de Valéry Giscard d'Estaing . [ x ]     |
| 21                                                                                  | François Mitterrand.      | François Mitterrand (1916-1996)      | 21 mai 1981                            | 21 mai 1988 7 ans                                                |                                                                      | Parti socialiste | Article détaillé : Première présidence de François Mitterrand . [ y ] |
| 21                                                                                  | François Mitterrand.      | François Mitterrand (1916-1996)      | 21 mai 1988                            | 17 mai 1995 6 ans, 11 mois et 26 jours                           | Article détaillé : Seconde présidence de François Mitterrand . [ z ] | Parti socialiste |                                                                       |
| 22                                                                                  |                           | Jacques Chirac (1932-2019)           | 17 mai 1995                            | 17 mai 2002 7 ans                                                |                                                                      | Rassemblement pour la République (1995-2002) Union pour un mouvement populaire (2002-2007)                                                  | Article détaillé : Présidence de Jacques Chirac . [ aa ]              |
| 22                                                                                  | 17 mai 2002               | Jacques Chirac (1932-2019)           | 16 mai 2007 4 ans, 11 mois et 29 jours | [ ab ]                                                           |                                                                      | Rassemblement pour la République (1995-2002) Union pour un mouvement populaire (2002-2007)                                                  |                                                                       |
| 23                                                                                  |                           | Nicolas Sarkozy (1955)               | 16 mai 2007                            | 15 mai 2012 4 ans, 11 mois et 29 jours                           |                                                                      | Union pour un mouvement populaire | Article détaillé : Présidence de Nicolas Sarkozy . [ ac ]             |
| 24                                                                                  |                           | François Hollande (1954)             | 15 mai 2012                            | 14 mai 2017 4 ans, 11 mois et 29 jours                           |                                                                      | Parti socialiste | Article détaillé : Présidence de François Hollande . [ ad ]           |
| 25                                                                                  |                           | Emmanuel Macron (1977)               | 14 mai 2017                            | 14 mai 2022 5 ans                                                |                                                                      | La République en marche (2017-2022) Renaissance (depuis 2022)                                                                               | Article détaillé : Première présidence d'Emmanuel Macron . [ ae ]     |
| 25                                                                                  | 14 mai 2022               | Emmanuel Macron (1977)               | En cours 3 ans, 2 mois et 5 jours      | Article détaillé : Seconde présidence d'Emmanuel Macron . [ af ] |                                                                      | La République en marche (2017-2022) Renaissance (depuis 2022)                                                                               |                                                                       |

## Frise chronologique
Cette frise chronologique ne présente pas la Première République car la fonction de président de la République n'avait pas été créée. Le mandat de Président de la Convention nationale était de seulement deux semaines, soit 26 mandats par an.

## Classements

### Durée de mandat
| Rang | Nom                      | En jours    | En années                   | N° | Dates       | Commentaire                                                                                |
| ---- | ------------------------ | ----------- | --------------------------- | -- | ----------- | ------------------------------------------------------------------------------------------ |
| 1    | François Mitterrand      | 5 109 jours | 13 ans, 11 mois et 26 jours | 21 | 1981-1995   | Deux septennats complets. Il ne se représente pas.                                         |
| 2    | Jacques Chirac           | 4 382 jours | 11 ans, 11 mois et 29 jours | 22 | 1995-2007   | Un septennat puis un quinquennat complets. Il ne se représente pas.                        |
| 3    | Charles de Gaulle        | 3 763 jours | 10 ans, 3 mois et 20 jours  | 18 | 1959-1969   | Un septennat complet. Il est réélu, puis démissionne à la suite d'un référendum perdu.     |
| 4    | Jules Grévy              | 3 228 jours | 8 ans, 10 mois et 2 jours   | 4  | 1879-1887   | Un septennat complet. Il est réélu, puis démissionne à la suite d'un scandale politique.   |
| 5    | Emmanuel Macron          | 2 988 jours | 8 ans, 2 mois et 5 jours    | 25 | depuis 2017 | Un quinquennat complet. Il est réélu lors de l'élection de 2022 (mandat en cours).         |
| 6    | Albert Lebrun            | 2 984 jours | 8 ans, 2 mois et 1 jour     | 15 | 1932-1940   | Un septennat complet. Il est réélu, puis démis de ses fonctions par l'Assemblée nationale. |
| 7    | Armand Fallières         | 2 557 jours | 7 ans                       | 9  | 1906-1913   | Un septennat complet. Il ne se représente pas.                                             |
| 7    | Vincent Auriol           | 2 557 jours | 7 ans                       | 16 | 1947-1954   | Un septennat complet. Il ne se représente pas.                                             |
| 9    | Émile Loubet             | 2 556 jours | 7 ans                       | 8  | 1899-1906   | Un septennat complet. Il ne se représente pas.                                             |
| 9    | Raymond Poincaré         | 2 556 jours | 7 ans                       | 10 | 1913-1920   | Un septennat complet. Il ne se représente pas.                                             |
| 9    | Gaston Doumergue         | 2 556 jours | 7 ans                       | 13 | 1924-1931   | Un septennat complet. Il ne se représente pas.                                             |
| 12   | Valéry Giscard d'Estaing | 2 551 jours | 6 ans, 11 mois et 24 jours  | 20 | 1974-1981   | Un septennat complet. Il se représente mais est battu à l'élection de 1981.                |
| 13   | Sadi Carnot              | 2 396 jours | 6 ans, 6 mois et 22 jours   | 5  | 1887-1894   | Mort en fonction (assassinat).                                                             |
| 14   | Patrice de Mac Mahon     | 2 077 jours | 5 ans, 8 mois et 6 jours    | 3  | 1873-1879   | Il démissionne pour raisons politiques.                                                    |
| 15   | Nicolas Sarkozy          | 1 826 jours | 4 ans, 11 mois et 29 jours  | 23 | 2007-2012   | Un quinquennat complet. Il se représente mais est battu à l'élection de 2012.              |
| 16   | François Hollande        | 1 825 jours | 4 ans, 11 mois et 29 jours  | 24 | 2012-2017   | Un quinquennat complet. Il ne se représente pas.                                           |
| 17   | René Coty                | 1 818 jours | 4 ans, 11 mois et 23 jours  | 17 | 1954-1959   | Mandat interrompu par la nouvelle Constitution.                                            |
| 18   | Georges Pompidou         | 1 747 jours | 4 ans, 9 mois et 13 jours   | 19 | 1969-1974   | Mort en fonction (causes naturelles).                                                      |
| 19   | Félix Faure              | 1 491 jours | 4 ans et 30 jours           | 7  | 1895-1899   | Mort en fonction (causes naturelles).                                                      |
| 20   | Louis-Napoléon Bonaparte | 1 443 jours | 3 ans, 11 mois et 12 jours  | 1  | 1848-1852   | Un quadriennat complet. Il fait un coup d'État et devient empereur.                        |
| 21   | Alexandre Millerand      | 1 357 jours | 3 ans, 8 mois et 19 jours   | 12 | 1920-1924   | Il démissionne pour raisons politiques.                                                    |
| 22   | Adolphe Thiers           | 632 jours   | 1 an, 8 mois et 23 jours    | 2  | 1871-1873   | Il démissionne pour raisons politiques.                                                    |
| 23   | Paul Doumer              | 329 jours   | 10 mois et 24 jours         | 14 | 1931-1932   | Mort en fonction (assassinat).                                                             |
| 24   | Paul Deschanel           | 216 jours   | 7 mois et 3 jours           | 11 | 1920-1920   | Il démissionne pour raisons médicales.                                                     |
| 25   | Jean Casimir-Perier      | 203 jours   | 6 mois et 20 jours          | 6  | 1894-1895   | Il démissionne pour raisons politiques.                                                    |

### Popularité
À la question (à réponse unique) « Selon vous, quel a été le meilleur président de la Ve République ? », posée par les instituts CSA, BVA et Odoxa, les sondés se répartissent de la façon suivante :
| Président                | 2001 (CSA) | 2006 (CSA) | 2014 (BVA) | 2018 (Odoxa) |
| ------------------------ | ---------- | ---------- | ---------- | ------------ |
| Charles de Gaulle        | 32 %       | 30 %       | 36 %       | non testé    |
| François Mitterrand      | 30 %       | 35 %       | 27 %       | 31 %         |
| Jacques Chirac           | 10 %       | 12 %       | 8 %        | 26 %         |
| Nicolas Sarkozy          | –          | –          | 10 %       | 14 %         |
| Valéry Giscard d'Estaing | 5 %        | 5 %        | 8 %        | 13 %         |
| Emmanuel Macron          | –          | –          | –          | 10 %         |
| Georges Pompidou         | 7 %        | 7 %        | 7 %        | non testé    |
| François Hollande        | –          | –          | 0 %        | 4 %          |
| Ne se prononcent pas     | 16 %       | 11 %       | 4 %        | 2 %          |

À la question « Comment qualifieriez vous l'action de X en tant que président de la République ? », posée par l'institut BVA, les sondés répondent « bon » ou « très bon » selon la répartition suivante :
| Président                | 2009 | 2013 | 2015      |
| ------------------------ | ---- | ---- | --------- |
| Charles de Gaulle        | 87 % | 89 % | non testé |
| Georges Pompidou         | 74 % | 83 % | non testé |
| Jacques Chirac           | 60 % | 58 % | 63 %      |
| François Mitterrand      | 67 % | 55 % | 61 %      |
| Valéry Giscard d'Estaing | 54 % | 57 % | 57 %      |
| Nicolas Sarkozy          | –    | 48 % | 39 %      |
| François Hollande        | –    | 29 % | 21 %      |

À la question « Dans quelle mesure diriez-vous avoir une bonne ou mauvaise image de chacun des présidents de la République suivants ? », posée par l'institut YouGov, les sondés répondent « une très bonne image » ou « une assez bonne image » selon la répartition suivante :
| Président                | 2018 |
| ------------------------ | ---- |
| Charles de Gaulle        | 65 % |
| Jacques Chirac           | 48 % |
| Georges Pompidou         | 47 % |
| François Mitterrand      | 39 % |
| Valéry Giscard d'Estaing | 33 % |
| Nicolas Sarkozy          | 29 % |
| Emmanuel Macron          | 20 % |
| François Hollande        | 16 % |

## Caractéristiques

### Records
- Président ayant été en fonction le plus longtemps : François Mitterrand (5 109 jours, soit 13 ans, 11 mois et 26 jours)
- Président ayant été en fonction le moins longtemps : Jean Casimir-Perier (203 jours, soit 6 mois et 20 jours)
- Président ayant vécu le plus longtemps : Valéry Giscard d'Estaing (mort à 94 ans et 10 mois)
- Président ayant vécu le moins longtemps : Sadi Carnot (mort à 56 ans, assassiné)
- Président le plus âgé en fin de mandat : Jules Grévy (80 ans)
- Président le plus âgé en début de premier mandat : Adolphe Thiers (74 ans)[11]
- Président le plus jeune en début de premier mandat : Emmanuel Macron (39 ans)[12],[13]
- Président le plus jeune en fin de mandat : Louis-Napoléon Bonaparte (44 ans)
- Président ayant vécu le plus longtemps après son mandat : Valéry Giscard d'Estaing (39 ans, 6 mois et 11 jours)
- Présidents morts en fonction :
  - assassinés :
    - Sadi Carnot (56 ans)
    - Paul Doumer (75 ans)

  - causes naturelles :
    - Félix Faure (58 ans)
    - Georges Pompidou (62 ans)
- Plus grand nombre de présidents en vie au même moment (y compris celui en fonction) : 5, au cours de quatre périodes :
  - Du 23 septembre 1920 au 28 avril 1922, lors de la présidence d'Alexandre Millerand : Émile Loubet, Armand Fallières, Raymond Poincaré et Paul Deschanel
  - Du 13 juin 1924 au 20 décembre 1929, lors de la présidence de Gaston Doumergue : Émile Loubet, Armand Fallières, Raymond Poincaré et Alexandre Millerand
  - Du 13 au 22 juin 1931, lors de la présidence de Paul Doumer : Armand Fallières, Raymond Poincaré, Alexandre Millerand et Gaston Doumergue
  - Du 14 mai 2017 au 26 septembre 2019, lors de la présidence d'Emmanuel Macron : Valéry Giscard d'Estaing, Jacques Chirac, Nicolas Sarkozy et François Hollande
- Plus petit nombre de présidents en vie au même moment (au cours d'une République) : aucun, au cours de deux périodes :
  - Du 25 au 27 juin 1894, entre l'assassinat de Sadi Carnot et l'élection de Jean Casimir-Perier.
  - Du 2 avril au 27 mai 1974, entre la mort de Georges Pompidou, et l'élection de Valéry Giscard d'Estaing (même si Alain Poher, président du Sénat, avait déjà assuré l'intérim après la démission de Charles de Gaulle en 1969). La période fut plus longue qu'en 1894, du fait de l'organisation de nouvelles élections au suffrage universel.

- Anciens présidents encore en vie :
  - Nicolas Sarkozy, né le 28 janvier 1955 (70 ans)
  - François Hollande, né le 12 août 1954 (70 ans)

Longévités des présidents de la République française (décembre 2020), la couleur bleue indique la période de leurs mandats, la couleur jaune, la période hors fonction présidentielle.

### Origine sociale
IIe République :
- Louis-Napoléon Bonaparte : fils de Louis Bonaparte, prince français, roi de Hollande, neveu de Napoléon Ier

IIIe République :
- Adolphe Thiers : fils d'un fournisseur de l'armée d'Italie et propriétaire de l'abbaye de Lessay[14]
- Patrice de Mac Mahon : fils de Maurice-François de Mac Mahon, comte de Mac Mahon, maréchal de camp
- Jules Grévy : fils du propriétaire de la tuilerie de Mont-sous-Vaudrey et châtelain de La Grangerie
- Sadi Carnot : fils d'Hippolyte Carnot, ministre de l'Instruction publique et des Cultes
- Jean Casimir-Perier : fils d'Auguste Casimir-Perier, diplomate, parlementaire puis ministre de l'Intérieur
- Félix Faure : fils d'un artisan fabricant de meubles
- Émile Loubet : fils d'un agriculteur, maire de Marsanne
- Armand Fallières : fils d'un géomètre-arpenteur[15]
- Raymond Poincaré : fils d'un inspecteur général des Ponts et Chaussées, bâtisseur du canal de l'Est en Meuse
- Paul Deschanel : fils d'Émile Deschanel, écrivain, professeur au Collège de France, député de la Seine et sénateur inamovible
- Alexandre Millerand : fils d'un petit négociant[16],[17] en drap
- Gaston Doumergue : fils d'un agriculteur et vigneron[18],[19]
- Paul Doumer : fils d'un agent voyer[20], puis métreur[20], et d'une femme de ménage et couturière
- Albert Lebrun : fils d'un agriculteur, maire de Mercy-le-Haut

IVe République :
- Vincent Auriol : fils d'un artisan boulanger
- René Coty : fils d'un directeur de collège (la pension Coty)[21]

Ve République :
- Charles de Gaulle : fils d'Henri de Gaulle, professeur de lettres classiques et d'histoire, directeur d'un établissement d'enseignement secondaire privé
- Georges Pompidou : fils d'un professeur d'espagnol, conseiller municipal à Albi[22],[23],[24], et d'une institutrice
- Valéry Giscard d'Estaing : fils d'Edmond Giscard d'Estaing, président de sociétés et inspecteur général des finances
- François Mitterrand : fils d'un ingénieur de la Compagnie du Chemin de fer de Paris à Orléans, puis directeur d'usine (une vinaigrerie) et président du syndicat national des vinaigriers
- Jacques Chirac : fils d'un employé de banque, puis administrateur de filiale d'une société aéronautique
- Nicolas Sarkozy : fils d'un publicitaire, puis artiste peintre, et d'une avocate
- François Hollande : fils d'un médecin généraliste et d'une assistante de service social
- Emmanuel Macron : fils d'un médecin, professeur de neurologie, et d'une médecin-conseil à la Sécurité sociale

### Profession d'origine
- Onze avocats
  - Adolphe Thiers
  - Jules Grévy
  - Émile Loubet
  - Armand Fallières
  - Raymond Poincaré
  - Alexandre Millerand
  - Gaston Doumergue
  - Vincent Auriol
  - René Coty
  - François Mitterrand
  - Nicolas Sarkozy

- Cinq hauts fonctionnaires
  - Georges Pompidou (maître des requêtes au Conseil d'État)
  - Valéry Giscard d'Estaing (inspecteur des finances)
  - Jacques Chirac (conseiller à la Cour des comptes)
  - François Hollande (conseiller à la Cour des comptes)
  - Emmanuel Macron (inspecteur des finances)

- Cinq journalistes
  - Adolphe Thiers
  - Raymond Poincaré
  - Alexandre Millerand
  - Paul Doumer
  - Paul Deschanel

- Trois ingénieurs polytechniciens
  - Sadi Carnot
  - Albert Lebrun
  - Valéry Giscard d'Estaing

- Trois militaires
  - Louis-Napoléon Bonaparte (officier dans l'armée suisse)
  - Maréchal Patrice de Mac Mahon
  - Général Charles de Gaulle

- Deux industriels
  - Jean Casimir-Perier
  - Félix Faure

- Deux professeurs
  - Paul Doumer
  - Georges Pompidou

### Fonction au moment de l'élection
- Président du Conseil :
  - Raymond Poincaré
  - Alexandre Millerand
  - Charles de Gaulle

- Président du Sénat :
  - Émile Loubet (ancien président du Conseil)
  - Armand Fallières (ancien président du Conseil)
  - Gaston Doumergue (ancien président du Conseil)
  - Paul Doumer (ancien président de l'Assemblée nationale)
  - Albert Lebrun

- Président de l'Assemblée nationale :
  - Jules Grévy
  - Jean Casimir-Perier (ancien président du Conseil)
  - Paul Deschanel
  - Vincent Auriol

- Ministre :
  - Félix Faure (Marine)
  - Valéry Giscard d'Estaing (Économie et Finances)

- Parlementaire :
  - Louis-Napoléon Bonaparte (député)
  - Sadi Carnot (député)
  - René Coty (sénateur)
  - Georges Pompidou (député et ancien Premier ministre)
  - François Mitterrand (député et premier secrétaire du Parti socialiste)
  - Jacques Chirac (député, maire de Paris et ancien premier ministre)
  - François Hollande (député et ancien premier secrétaire du Parti socialiste)

- Autres :
  - Adolphe Thiers (chef du pouvoir exécutif et ancien président du Conseil)
  - Patrice de Mac Mahon (maréchal de France et ancien sénateur)
  - Nicolas Sarkozy (président de l'Union pour un mouvement populaire et ancien ministre d'État)
  - Emmanuel Macron (président-fondateur du mouvement En marche et ancien ministre)

### Membres de l'Académie française

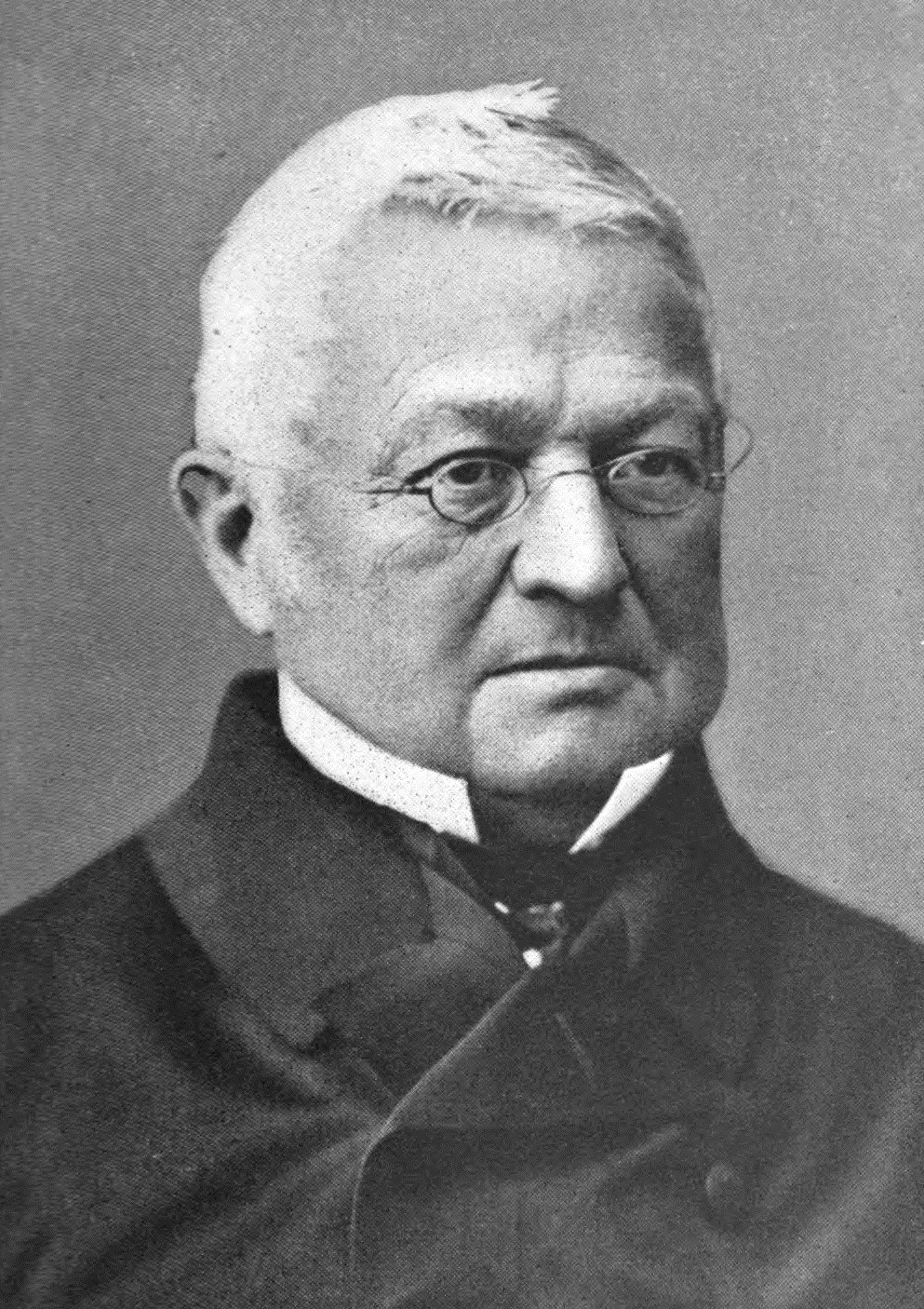
Adolphe Thiers de 1833 à 1877.
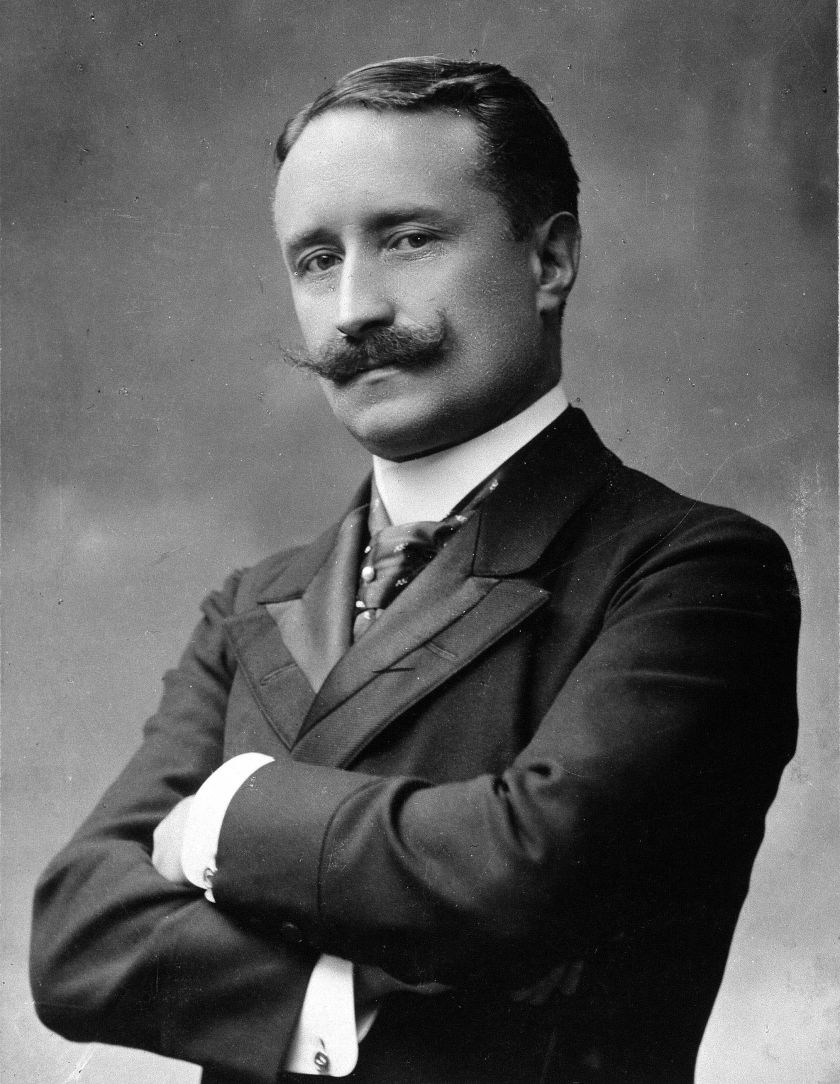
Paul Deschanel de 1899 à 1922.
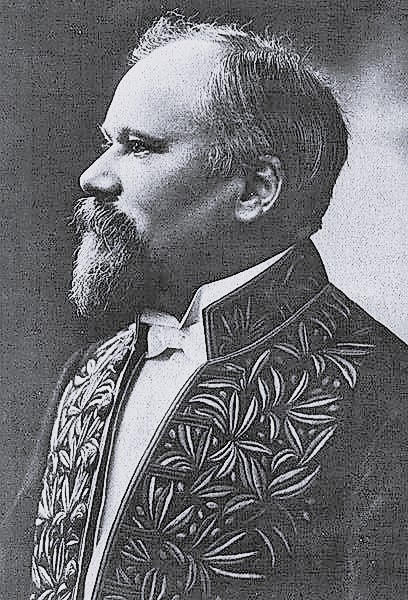
Raymond Poincaré de 1909 à 1934.
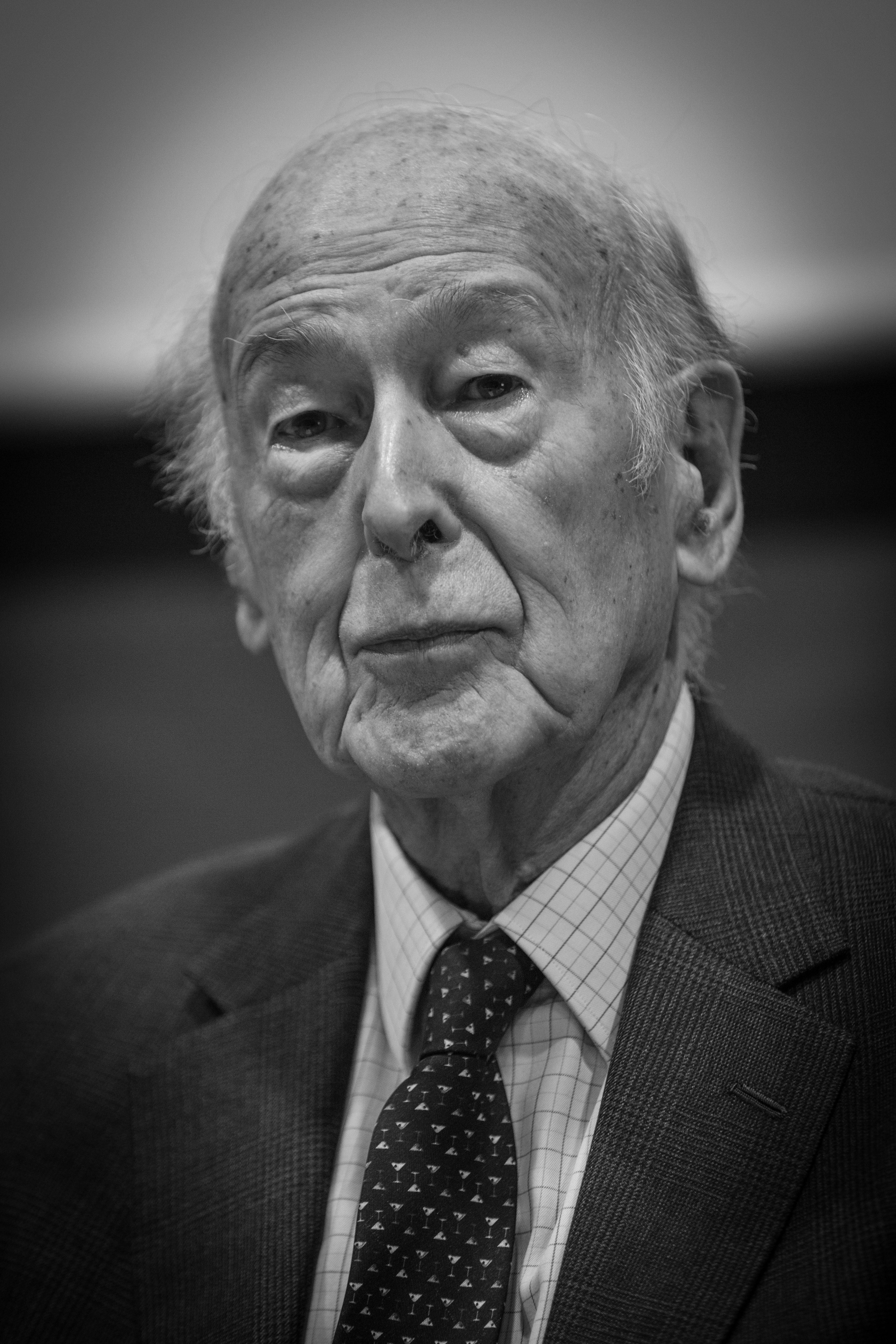
Valéry Giscard d'Estaing de 2003 à 2020.